# À mort l'arbitre
À mort l'arbitre es una película dramática francesa dirigida por Jean-Pierre Mocky. Salió en el cine en 1984.
Está basada sobre la novela del escritor británico Alfred Draper publicada en 1972.

## Sinopsis
Tras haber pitado un penalti que provoca la derrota del equipo local, el árbitro es perseguido por una banda de aficionados rabiosos.

## Reparto
- Michel Serrault: Rico
- Eddy Mitchell: Maurice Bruno, el árbitro
- Carole Laure: Martine Vannier
- Claude Brosset: Albert
- Laurent Malet: Teddy
- Jean-Pierre Mocky: el inspector Granowski
- Géraldine Danon: Cathy, la hermana de Martine
- Sophie Moyse: Philippon, becario de la policía
- Nathalie Colas: Malou
- Dominique Zardi: un supporter
- Jean Abeillé:un supporter
- Jean Cherlian: un vecino
- Antoine Mayor: Mayor, un supporter
- Michel Stano: Alain
- Gaby Agoston: un televidente
- Henri Attal: un locataire
- Jean-Marie Blanche: le présentateur
- Jean-Paul Bonnaire: le serveur
- Christian Chauvaud: un supporter
- Catherine Couronne: la bonne
- Nathalie Dauchez: une supporter
- Michel Degand: un supporter
- Luc Delhumeau: l'acheteur
- Pascale Feuillard: la dîneuse
- Jean-Claude Forestier: le gardien
- Marjorie Godin: l'accidentée
- Patrick Granier: un supporter
- Olivier Hémon: un supporter
- Maurice Illouz: un supporter
- Lisa Livane: la voisine
- Dominique Marcas: une spectatrice
- Pierre-Marcel Ondher: un locataire
- Hervé Pauchon: un supporter
- Daniel Perche: un spectateur
- Charlotte Pichon: la téléspectatrice
- Emmanuel Pinda: un supporter
- Elisabeth Rambert: la patronne
- Jean-Claude Romer: l'homme en fauteuil roulant
- Vincent Solignac: Béru, le chauffeur du bus des supporteurs
- Tania Thomassian: une supporter
- Jean-Claude Tiercelet: un locataire
- François Toumarkine: un supporter
- Robert Yacar: el español
- Didier Mathieu
- Katia Komanoff